# Africada no sibilante postalveolar sonora
La africada no sibilante postalveolar sonora es un sonido consonántico usado en algunos idiomas hablados, su símbolo en el alfabeto fonético internacional es ⟨d̠͡ɹ̠˔⟩, o también se puede usar ⟨d͡ɹ̝˗⟩y se puede omitir la barra de unión quedando ⟨d̠ɹ̠˔⟩ y ⟨dɹ̝˗⟩ respectivamente.

## Características
- Su modo de articulación es africada. , lo que significa que se produce primero deteniendo el flujo de aire por completo y luego permitiendo que el aire fluya a través de un canal estrecho en el lugar de la articulación, lo que provoca turbulencia.

- Su punto de articulación es postalveolar , lo que significa que se articula con la punta o la hoja de la lengua detrás de la cresta alveolar.

- Su fonación es sonora, lo que significa que las cuerdas vocales vibran durante la articulación.

- es una consonante oral , lo que significa que el aire solo puede escapar por la boca.

- Es una consonante central , lo que significa que se produce al dirigir la corriente de aire a lo largo del centro de la lengua, en lugar de hacia los lados.

- El mecanismo de la corriente de aire es pulmonar , lo que significa que se articula empujando el aire únicamente con los músculos intercostales y el diafragma , como en la mayoría de los sonidos.

## Ocurrencias
| Idioma | Idioma                   | Palabra | AFI       | Significado | Notas |
| ------ | ------------------------ | ------- | --------- | ----------- | --- |
| Ingles | Australiano              | dream   | [d̠͡ɹ̠˔ʷɪi̯m] | 'sueño'     | Realización fonética de la secuencia inicial de sílaba acentuada /dr/. En la Pronunciación General Americana y Recibida, la alternativa menos común es alveolar d͡ɹ̝. |
| Ingles | Inglés Americano general | dream   | [d̠͡ɹ̠˔ʷɪi̯m] | 'sueño'     | Realización fonética de la secuencia inicial de sílaba acentuada /dr/. En la Pronunciación General Americana y Recibida, la alternativa menos común es alveolar d͡ɹ̝. |
| Ingles | Received Pronunciation   | dream   | [d̠͡ɹ̠˔ʷɪi̯m] | 'sueño'     | Realización fonética de la secuencia inicial de sílaba acentuada /dr/. En la Pronunciación General Americana y Recibida, la alternativa menos común es alveolar d͡ɹ̝. |
| Ingles | Puerto Talbot            | dream   | [d̠͡ɹ̠˔iːm]  | 'sueño'     | Realización fonética de la secuencia inicial de sílaba acentuada /dr/. En la Pronunciación General Americana y Recibida, la alternativa menos común es alveolar d͡ɹ̝. |